# Галущинський Іван Миколайович

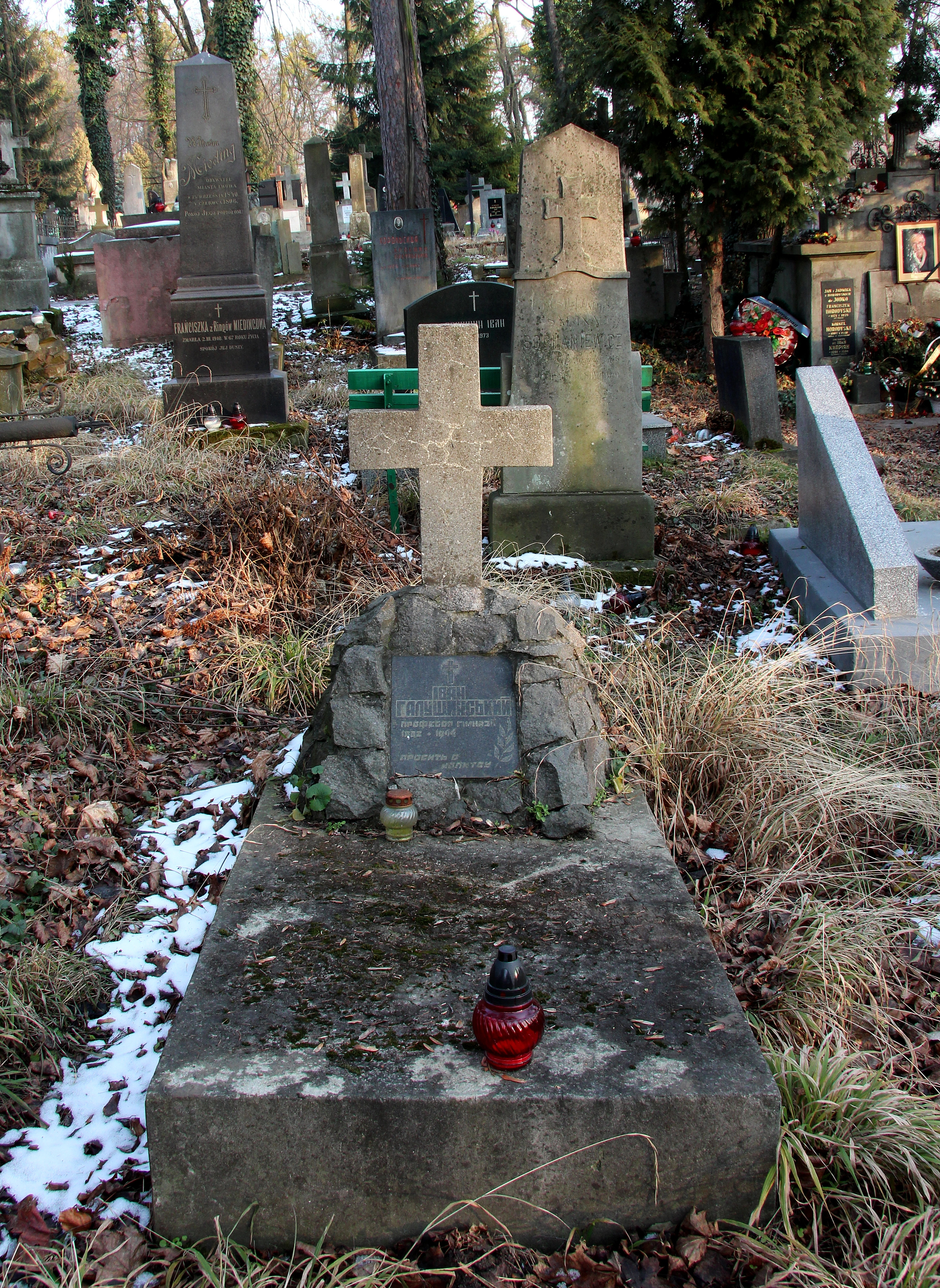

Іва́н Микола́йович Галущи́нський (12 квітня 1882, c. Звиняч  — 13 січня 1944, Львів) — український галицький педагог і громадський діяч, учитель гімназії в Тернополі, професор, голова товариства «Рідна школа» у Львові (1933—1934, 1938—1939); статті на педагогічні і громадські теми. Ветеран УГА. Брат Михайла, Тита Теодосія, Миколи та Олеся Галущинських.

## Життєпис
Народився 12 квітня 1882 року в с. Звиняч (Чортківського повіту, Королівство Галичини та Володимирії, Австро-Угорщина, нині Чортківського району, Тернопільська область, Україна) в родині священика о. Миколи Теодоровича Галущинського (пароха Язловця) та його дружини Станислави з Волянських. Прадід Теодор Галущинський був управителем маєтків у Язловці (його дружина — Анна з Ружицьких).
Навчався (як батько та всі брати) у василіянській гімназії в Бучачі. Закінчив філософський факультет Чернівецького університету. Викладав у гімназіях Перемишля (1904—1909), Рогатина (1909—1910 р.), Коломиї (1910—1912). До Першої світової війни був провідником «Пласту» в Тернополі.

Обкладинка книги І. Галущинського. 1903 рік.

Викладав у Тернопільській українській гімназії природничі науки у 1912—1914 та 1923—1930 роках, у Рогатинській. Разом із старшим братом служив в УСС, співпрацював у Пресовій Квартирі УСС, видавав стрілецькі газети, автор розвідок на педагогічні й суспільні теми.
У листопаді 1918 р. в Тернополі з молодших учнів гімназії створено допоміжну Студентську сотню УГА, яку організував і очолив професор Іван Галущинський. У складі УГА пройшов усю воєнну кампанію.
За Польщі співпрацював із редакціями газет «Українські вісти» й «Подільський голос».
1930 року під час пацифікації ув'язнений, згодом позбавлений права викладати в навчальних закладах та пенсії.
У час Голодомору 1932—1933 років в УРСР організував комітет допомоги голодуючим, збирав для них пожертви та намагався друкувати матеріали про цю трагедію.
З 1933 року — голова товариства «Рідної школи» у Львові. 1935 року як голова «Рідної школи» входив до президії Конгресу галицьких педагогів. 22 травня 1938 р. брав участь в урочистому відзначенні 70-ліття товариства «Просвіта».
З 1939 р. перебував у Любліні, 1943 р. повернувся до Львова, працював у кооперативних спілках.
Автор статей на педагогічні та громадсько-політитичні теми в періодиці. Відома його надрукована праця: «Дарвінізм, або наука о походженю», 1903, (Вашківці).
Помер у Львові, похований на 55 полі Личаківського цвинтаря.